# مادیس
مادیِس سکایی (به انگلیسی: Madyes) به عنوان یکی از پادشاهان سکاها که در دوره حضور سکاها در غرب آسیا در قرن هفتم قبل از میلاد حکومت می‌کرد. مادیس پسر پادشاه سکاها بارتاتوآ و شاهزاده خانم آشوری شروآ ایتیرات بود و به عنوان متحد امپراتوری آشور نو که در آن زمان ابرقدرت غرب آسیا بود و شاه آشوربانیپال دایی اش بود، قدرت سکاها را در غرب آسیا به اوج خود رساند.
پس از آغاز انحلال امپراتوری آشور نو، مادیس توسط هوخشتره پادشاه مادها ترور شد که سکاها را از غرب آسیا بیرون کرد.

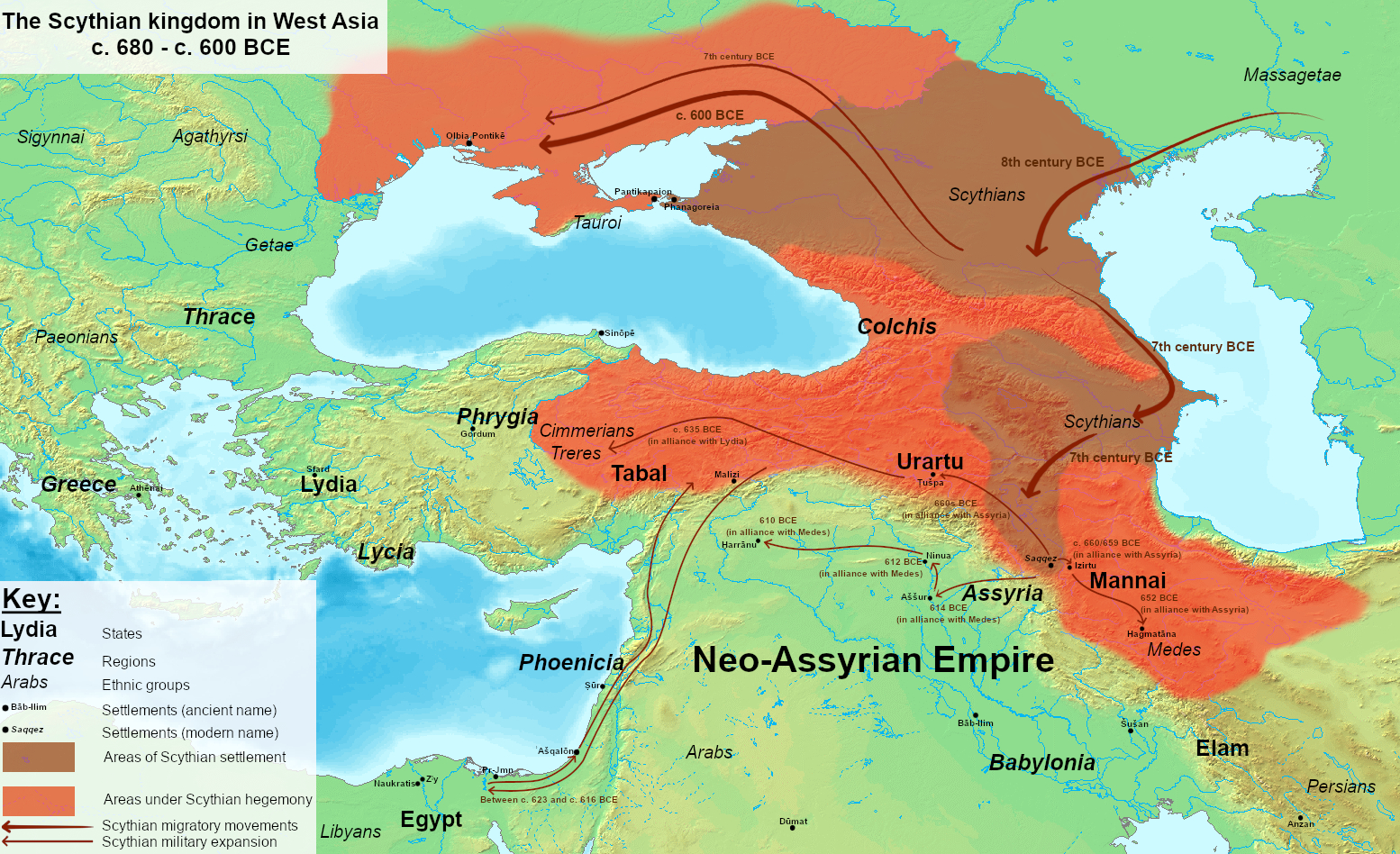
گستره حکومت سکاها زیر فرمان مادیس

## حمله به غرب آسیا و ماد
به گفته هرودوت مادیس پس از مرگ فرورتیش به سوی آناتولی و ماد هجوم برد و آن نواحی را به تصرف خود درآورد و حکومتی را در دریاچه ارومیه بنیان نهاد اما هووخشتره مادیس و رهبرانش را به یک مهمانی دعوت نمود و پس از مسموم و مست کردن او و رهبرانش اقدام به کشتن آنان کرد و ارتش سکاها که حالا بی دفاع و رهبر شده بود را شکست سختی داد و آنان را از سرزمین ماد بیرون کرد و بدین ترتیب سلطتنت خود را نجات داد.